# Perm (stad)

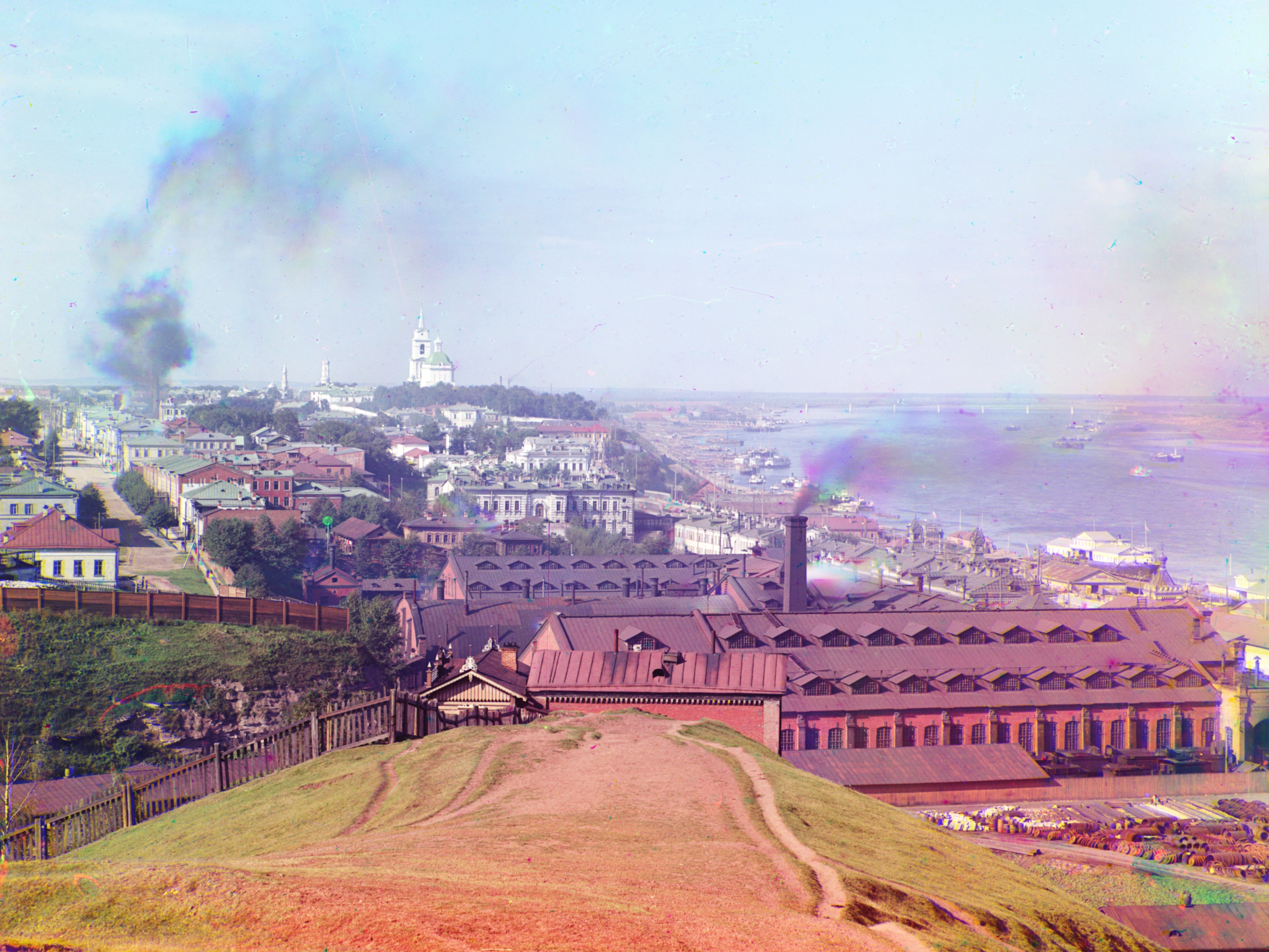
Gezicht op de stad in 1910

Perm (Russisch: Пермь) is een stad in het oosten van Europees Rusland, aan weerszijden van de rivier de Kama, even ten westen van de Oeral. De stad heeft ruim een miljoen inwoners en ligt aan de Trans-Siberische spoorlijn, op ongeveer 1100 km van Moskou. Perm is een belangrijke industriestad en binnenhaven. Het is de hoofdstad van de gelijknamige kraj Perm.
Van 1940 tot 1957 heette de stad Molotov, naar de Sovjet-Russische premier en minister van Buitenlandse Zaken Vjatsjeslav Molotov.
De stad en een geologisch tijdperk werden naar de nabijgelegen regio genoemd: de Schot Roderick Murchison (1792-1871) ondernam vanuit de stad Perm de expeditie aan de hand waarvan hij het tijdvak Perm kon afbakenen.

## Geschiedenis
In de 13e en 14e eeuw stichtten bonthandelaren en missionarissen uit Novgorod en Moskou de eerste Russische nederzettingen in het gebied Groot-Perm. in 1380 stichtte Stefan van Perm de stad Oest-Vym, welke bekend werd als Oud-Perm, maar verder niet gerelateerd is aan de latere stad Perm. Het gebied werd toen nog bewoond door Oeraalse volkeren. In de 15e en 16e eeuw kwamen boeren uit Moskovië naar de regio en streek ook de tsaristische ambtenarij er neer.
Perm werd in 1723 gesticht door de mijnbouwingenieur en geograaf Vasili Tatisjtsjev, die in deze buurt de koperwinning introduceerde. Dezelfde Tatistsjev stichtte ook Jekaterinenburg en introduceerde de Oeral als oostgrens van Europa.
In 1781 kreeg Perm de status van stad en in 1797 werd Perm het bestuurlijk centrum van gouvernement Perm. In de 19e eeuw werd Perm een belangrijk centrum van handel en industrie en in de jaren 1860 had de stad al meer dan 20.000 inwoners. Er kwamen metallurgische, papier- en stoombootfabrieken. In 1870 kreeg de stad een operatheater, in 1871 werd er de eerste fosforfabriek van Rusland geopend. Aansluiting op de spoorwegen volgde in 1878.
Tijdens de Russische Burgeroorlog werd Perm een belangrijk doelwit voor beide zijden, vanwege de belangrijke munitiefabrieken die er gevestigd waren. In december 1918 werd Perm veroverd door admiraal Aleksandr Koltsjak van het Siberische Witte Leger, maar een paar maanden later werd de stad door het Rode Leger ingenomen.
In de jaren 1930 groeide Perm verder als industrieel centrum en werden er scheeps- vliegtuig- en chemische fabrieken gebouwd. Dit proces zette zich voort in de jaren 1940, zodat bijna elke belangrijke tak van industrie in de stad vertegenwoordigd werd. Tot op heden vindt bijna 80% van de bevolking van Perm werk in de industriële sector. Tijdens de Tweede Wereldoorlog was Perm van vitaal belang voor de productie van tanks.
Rondom Perm waren diverse Goelagkampen gevestigd, waaronder Perm-36 (bij het dorp Kuchino), het enig overgebleven kamp.
Op 14 september 2008 stortte nabij het vliegveld van Perm een Boeing 737-505 van Aeroflot-Nord neer. Daarbij kwamen alle 82 passagiers en 6 bemanningsleden om. Op 4 december 2009 was er een brand in de nachtclub Chromaja losjad ("het lamme paard") na het afsteken van vuurwerk. Hierdoor kwamen uiteindelijk 156 mensen om het leven (55 van hen overleden in het ziekenhuis). Premier Poetin kende kort na de brand een schadevergoeding toe van 500.000 roebel (11.000 euro) aan elke familie van de slachtoffers en van 400.000 roebel (9000 euro) aan elke gewonde van de brand. Vanwege de brand werd op 7 december 2009 een dag van nationale rouw gehouden.

## Demografie

Bestuurlijke indeling van Perm

In 1979 steeg de bevolking van Perm tot boven een miljoen inwoners. Vervolgens nam de bevolkingsgroei langzaam af, van 25 tot 30 duizend per jaar in de jaren 1970 tot 6 tot 10 duizend per jaar in de late jaren 1980 en de vroege jaren 1990. Daarna begon het aantal inwoners zelfs te dalen vanwege hogere sterfcijfers, een afname in het aantal geboortes en verschuiving in de vestigings- en vertrekcijfers.
De stad kent een groter aantal vrouwen (53%) dan mannen (47%) en de beroepsbevolking maakt 61% van de totale bevolking uit. Ongeveer 23% van de bevolking is jonger dan de arbeidsactieve leeftijd, 16% is ouder dan 65.

## Economie
De industrie vormt verreweg de grootste economische sector van de stad en is goed voor ongeveer de helft van de totale productie van de kraj. De belangrijkste takken van de industrie zijn machinebouw, metaalbewerking, chemie, aardolie en gas, houtbewerking en voedselproductie. De machinebouw neemt 43,7% van de brutoproductie van de stad voor zijn rekening, brandstofproductie zorgt voor 13,7% en 12,8% wordt door de chemische industrie geleverd.
In Perm worden onder andere straalmotoren, telefoons, motorzagen, muziekinstrumenten, bouwmaterialen en industriële apparatuur geproduceerd. Een groot deel van de industrie opereert in de defensiesector.
De omzet van de detailhandel bedroeg in 2004 omgerekend ruim 2200 miljoen euro, 13% meer dan het jaar daarvoor.

## Verkeer en vervoer

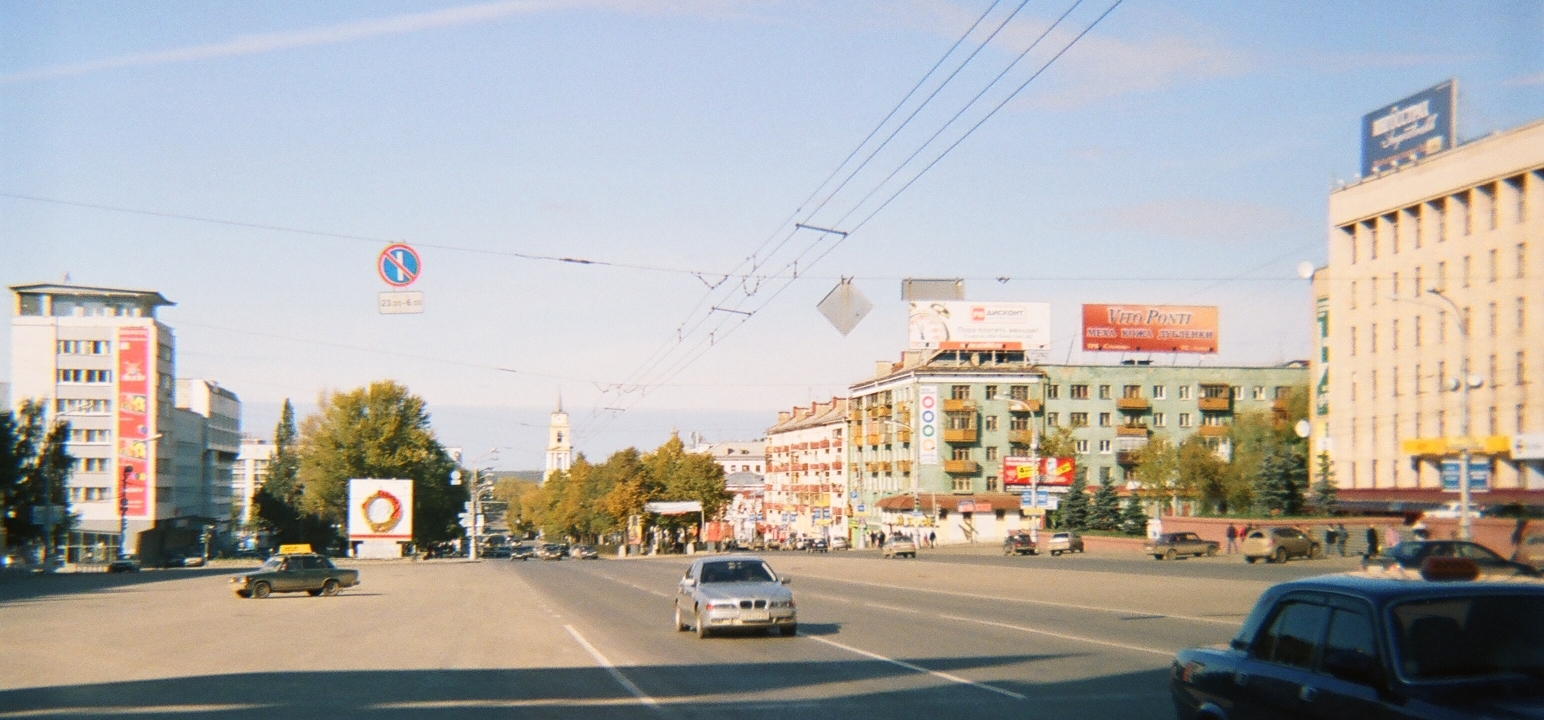
Komsomolski Prospekt

Perm is door de bijzonder gunstige locatie, centraal in het land, een belangrijk transportknooppunt. De stad is gelegen op de kruising van de spoorlijn van Europa naar Azië (Trans-Siberische spoorlijn) en de Kama, die als onderdeel van het Wolgabekken een belangrijke noord-zuidverbinding over water vormt.
Vanuit Perm zijn er spoorlijnen in vier richtingen. De belangrijkste verbindingen zijn die met Kirov, Nizjni Novgorod, Moskou, Solikamsk, Nizjni Tagil en Jekaterinenburg. De stad ligt aan de autoweg Kazan-Jekaterinenburg (Novo-Moskovski Trakt; onderdeel van de Siberische Trakt). Op 22 oktober 2005 werd een nieuwe brug over de Kama geopend, waardoor doorgaand verkeer de stad niet langer hoeft te doorkruisen.
In 2010 moet de Noordelijke Oost-Westverbinding gereedkomen, die de stad verbindt met de aardgasgebieden en steden in Chanto-Mansië.
Op 18 kilometer van het stadscentrum bevindt zich de luchthaven Bolsjoje Savino. De luchthaven kent regelmatige verbindingen met diverse steden in Rusland en GOS-landen en enkele internationale verbindingen, waaronder met Frankfurt am Main.
In Perm bevinden zich de twee meest oostelijk gelegen binnenhavens van Europa. Goederen kunnen vanuit Perm over water vervoerd worden naar de Oostzee, Witte Zee, Zwarte Zee en Kaspische Zee en diverse Europese binnenhavens. Passagiersvervoer over water is er op de lijn Perm-Tsjaikovski. In de zomer zijn er toeristische bootdiensten naar Sint-Petersburg, Moskou, Nizjni Novgorod, Rostov aan de Don en Astrachan.
Het stedelijk openbaar vervoer wordt verzorgd door stadsbussen (sinds 1926), trams (sinds 1929), trolleybussen (sinds 1960), minibusjes (marsjroetka) en lokale treinen. Momenteel zijn er 12 tramlijnen en 12 trolleybuslijnen.

## Milieu
Op het grondgebied van de stad bevinden zich drie beschermde natuurgebieden, met een gezamenlijke oppervlakte van 2400 hectare, en een aantal gebieden zonder speciale status. De lucht- en watervervuiling vormen een groot probleem. In 1991 werd er een kleine 99 ton afval geloosd in het oppervlaktewater. Nog altijd komen afvoeren van de industrie en huishoudens uit in de rivieren Jegosjicha, Danilicha en Iva. Er zijn in de stad 116 bedrijven die schadelijke stoffen uitstoten in de atmosfeer, de totale uitstoot bedroeg in 1991 146.000 ton. Verscheidene maatregelen ter verbetering van de ecologische situatie in Perm hebben tot nu toe nog weinig resultaat opgeleverd.

## Onderwijs en wetenschap
Perm is het wetenschappelijke centrum van de regio en huisvest een groot aantal onderzoeksinstituten van de Russische Academie van Wetenschappen (afdeling Oeral). De stad beschikt over zeven instellingen voor hoger onderwijs, waarvan de Staatsuniversiteit Perm, opgericht in 1916 en daarmee de oudste van de Oeral, de belangrijkste is. De grootste universiteit van de stad is echter de Technische Universiteit, die 11.000 studenten telt. Daarnaast kent de stad een farmaceutische academie, een medische academie en een landbouwhogeschool.

## Cultuur

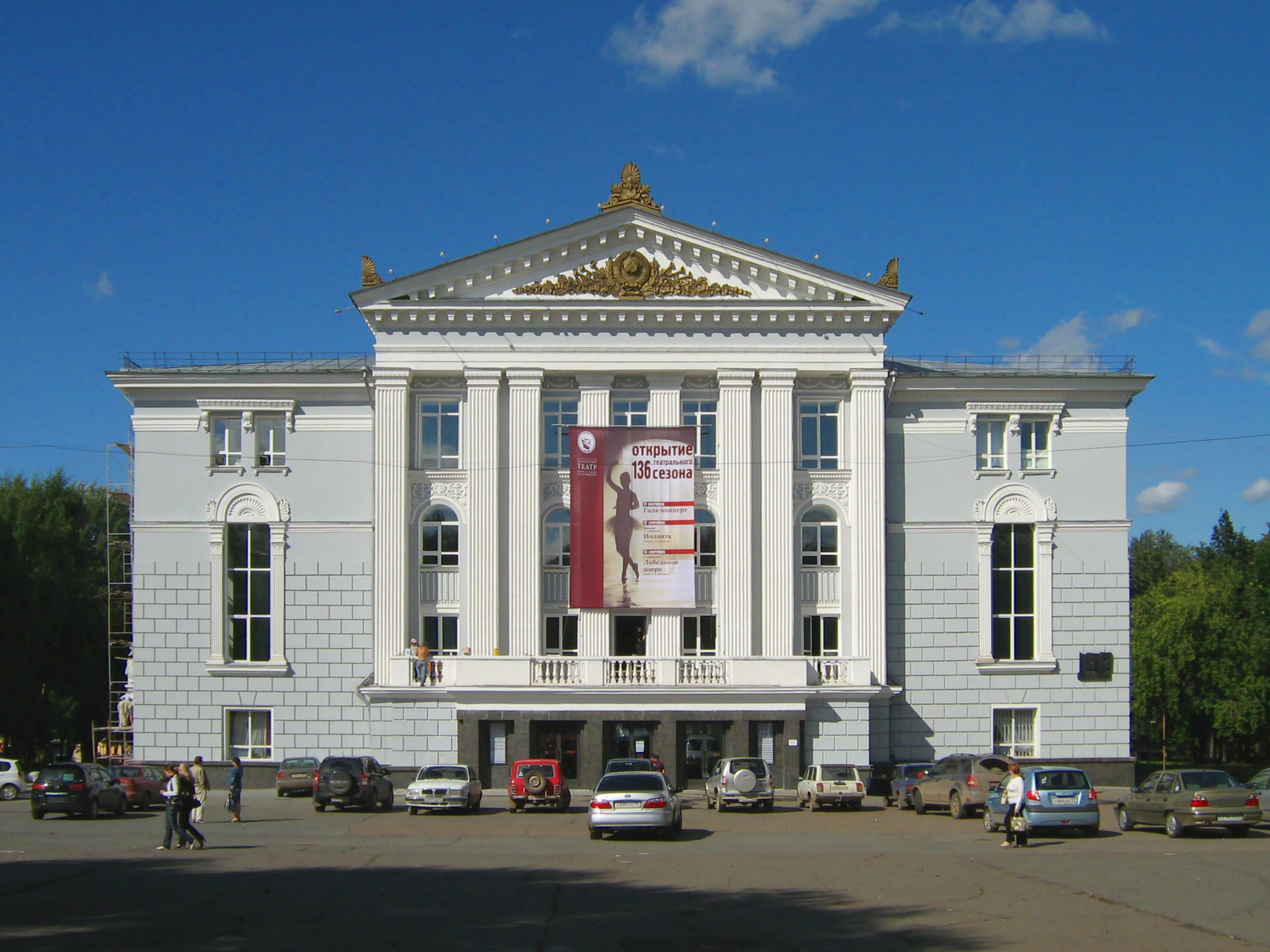
Opera- en ballettheater

De stad beschikt over diverse theaters, waaronder een beroemd poppentheater, een dramatheater, een filharmonie en een opera- en ballettheater. De aan het Permse balletgezelschap verbonden dansschool trekt dansers aan uit heel Rusland. Verder zijn in de stad een circus met ongeveer 2000 plaatsen, een planetarium en een dierentuin te vinden.
Het beroemdste museum van Perm is de Staatskunstgalerie, opgericht in 1922 en gevestigd in een 18e-eeuwse voormalige kerk. De collectie bestaat uit waardevolle houtsculpturen, een van de grootste verzamelingen iconen van Rusland (de Stroganov-collectie) en Russische en West-Europese schilderkunst. Het heemkundig museum beschikt over 360.000 objecten uit de geschiedenis van Perm, vooral oorkonden uit de 16e en 17e eeuw.

## Sport
Amkar Perm was de professionele voetbalclub van Perm en speelt in het Zvezda Stadion. De club speelde tussen 2004 en 2018 op het hoogste Russische niveau, de Premjer-Liga.

## Geboren in Perm
- Sergej Diaghilev (1872-1929), kunstcriticus, impresario, oprichter van de Ballets Russes
- Tatjana Tomasjova (1975), middellange- en langeafstandloopster
- Konstantin Zyrjanov (1977), voetballer
- Maksim Trankov (1983), kunstschaatser
- Olga Golovkina (1986), middellange- en langeafstandsloopster
- Nikolaj Morilov (1986), langlaufer